# Club de Deportes Puerto Montt
Deportes Puerto Montt is een Chileense voetbalclub uit de gelijknamige stad die in 1983 werd opgericht. In 2007 degradeerde de club uit de hoogste klasse.